# زواج الأطفال في أنغولا
زواج الأطفال في أنغولا، في عام 2017 في أنغولا، 30% من الفتيات تم تزويجهن قبل الثامنة عشر، و8% تم تزويجهن قبل الخامسة عشر.

## السن القانوني للزواج
حسب قانون الأسرة في أنجولا، مسموحٌ بالزواج لمن هم فوق الثامنة عشر فقط. لكن القانون يسمح باستثناءات. يمكن للفتيان في سن السادسة عشر والفتيات في سن الخامسة عشر الزواج بموافقة الوصي عليهم.